# 阿罗讷
阿罗讷（法語：Arronnes，法語發音：[aʁɔn]）是法国阿列省的一个市镇，位于该省东南部，属于维希区。

## 地理
阿罗讷（46°3'30"N, 3°34'7"E）面积26 平方千米，位于法国奥弗涅-罗讷-阿尔卑斯大区阿列省，该省份为法国中部省份，北起涅夫勒省、西北接谢尔省，西南至克勒兹省，南至多姆山省，东南临卢瓦尔省，东临索恩-卢瓦尔省。
与阿罗讷接壤的市镇（或旧市镇、城区）包括：比塞、拉沙佩勒、锡雄河畔费里耶尔、勒马耶德蒙塔涅、拉绍、里镇、莫勒。

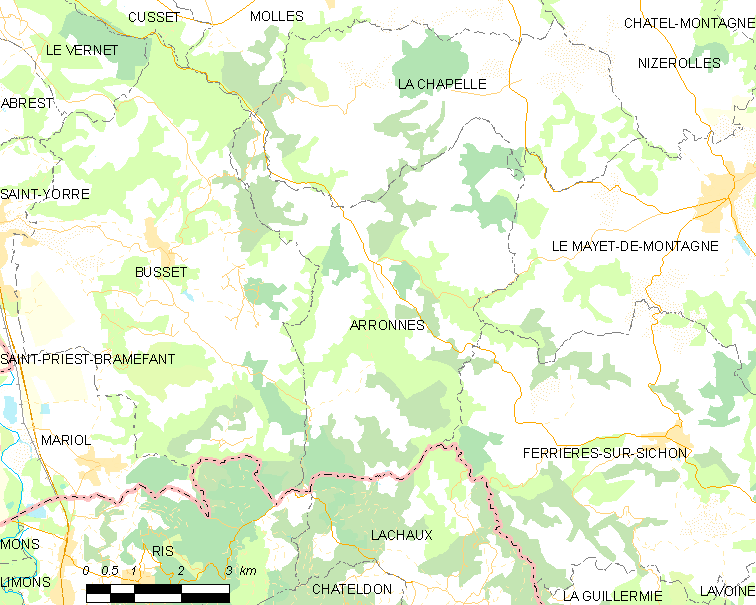
阿罗讷的OSM定位图

阿罗讷的时区为UTC+01:00、UTC+02:00（夏令时）。

## 行政
阿罗讷的邮政编码为03250，INSEE市镇编码为03008。

## 政治
阿罗讷所属的省级选区为拉帕利斯县。

## 人口

1962-2008年间阿罗讷人口变化图示

阿罗讷于2022年1月1日时的人口数量为382人。